# Bart Palaszewski
Bart Palassewski (Varsóvia, 30 de maio de 1983) é um lutador polonês-americano de artes marciais mistas, atualmente compete no Peso Pena do Ultimate Fighting Championship.

## Carreira no MMA

### World Extreme Cagefighting
Palaszewski fez sua estréia no WEC contra Alex Karalexis no WEC 37. Ele venceu a luta por Nocaute Técnico no segundo round, ganhando o prêmio de Nocaute da Noite.
Palaszewski teve duas derrotas segudas, para Ricardo Lamas por Decisão Unânime no WEC 39, e para Anthony Njokuani por Nocaute Técnico no segundo round no WEC 40.
Palaszewski enfrentou o prospecto Anthony Pettis em 19 de Dezembro de 2009 no WEC 45. Ele deu à Pettis sua primeira derrota profissional ao vence-lo por Decisão Dividida.
Palaszewski derrotou Karen Darabedyan por Finalização no primeiro round no WEC 47.
Palaszewski enfrentou Zach Micklewright em 18 de Agosto de 2010 no WEC 50. Ele venceu por Nocaute Técnico no segundo round.
Palaszewski era esperado para enfrentar Kamal Shalorus em 11 de Novembro de 2010 no WEC 52, porém a luta foi movida para o WEC 53 após Shalorus sofrer uma lesão na mão. Palaszewski perdeu para Shalorus por Decisão Dividida.

### Ultimate Fighting Championship
Em Outubro de 2010, o World Extreme Cagefighting fundiu-se com o Ultimate Fighting Championship. Como parte da fusão, os lutadores do WEC foram transferidos para o UFC.
Palaszewski era esperado para enfrentar Cody McKenzie 28 de Maio de 2011 no UFC 130. Porém, McKenzie foi forçado a se retirar da luta com uma lesão e foi substituído por Gleison Tibau. Palaszewski foi obrigado a se retirar da luta contra Tibau devido à uma lesão e foi substituído por Rafaello Oliveira.
Palaszewski enfrentou Tyson Griffin em uma luta no Peso Pena 29 de Outubro de 2011 no UFC 137. Palaszewski venceu por Nocaute no primeiro round após derrubar Griffin com um cruzado de esquerda e encerrou a luta com uma enxurrada de socos, ganhando o prêmio de Nocaute da Noite.
Palaszewski enfrentou Hatsu Hioki em 26 de Fevereiro de 2012 no UFC 144. Hioki derrotou Palaszewski por Decisão Unânime.
Palaszewski enfrentou Diego Nunes em 5 de Outubro de 2012 no UFC on FX: Browne vs. Pezão, perdeu por Decisão Unânime. A performance de ambos lutadores lhes rendeu o prêmio de Luta da Noite.
Palaszewski enfrentou Cole Miller em 13 de Abril de 2013 no The Ultimate Fighter 17 Finale. E perdeu por finalização no primeiro round, após a derrota Palaszewski foi retirado da promoção.

### Anúncio da Aposentadoria
Quase um ano após ser demitido do UFC, Palaszewski anunciou a aposentadoria de sua longa carreira.

## Cartel no MMA
| Cartel no MMA   |             |             |
| 53 lutas        | 36 vitórias | 17 derrotas |
| Por nocaute     | 17          | 1           |
| Por finalização | 11          | 4           |
| Por decisão     | 8           | 12          |

| Res.    | Cartel | Oponente               | Método                               | Evento                             | Data       | Round | Tempo | Local                       | Notas                                                              |
| ------- | ------ | ---------------------- | ------------------------------------ | ---------------------------------- | ---------- | ----- | ----- | --------------------------- | ------------------------------------------------------------------ |
| Derrota | 36-17  | Cole Miller            | Finalização (mata leão)              | The Ultimate Fighter 17 Finale     | 13/04/2013 | 1     | 4:23  | Newark, New Jersey          |                                                                    |
| Derrota | 36–16  | Diego Nunes            | Decisão (unânime)                    | UFC on FX: Browne vs. Pezão        | 05/10/2012 | 3     | 5:00  | Minneapolis, Minnesota      | Luta da Noite                                                      |
| Derrota | 36–15  | Hatsu Hioki            | Decisão (unânime)                    | UFC 144: Edgar vs. Henderson       | 26/02/2012 | 3     | 5:00  | Saitama                     |                                                                    |
| Vitória | 36–14  | Tyson Griffin          | Nocaute (socos)                      | UFC 137: Penn vs. Diaz             | 29/10/2011 | 1     | 2:45  | Las Vegas, Nevada           | Peso Casado (148 lbs). Griffin não bateu o peso. Nocaute da Noite. |
| Derrota | 35–14  | Kamal Shalorus         | Decisão (dividida)                   | WEC 53: Henderson vs. Pettis       | 16/12/2010 | 3     | 5:00  | Glendale, Arizona           |                                                                    |
| Vitória | 35–13  | Zach Micklewright      | Nocaute (soco)                       | WEC 50: Cruz vs. Benavidez         | 18/08/2010 | 2     | 0:31  | Las Vegas, Nevada           |                                                                    |
| Vitória | 34–13  | Karen Darabedyan       | Finalização (chave de braço)         | WEC 47: Bowles vs. Cruz            | 06/03/2010 | 1     | 4:40  | Columbus, Ohio              |                                                                    |
| Vitória | 33–13  | Anthony Pettis         | Decisão (dividida)                   | WEC 45: Cerrone vs. Ratcliff       | 19/12/2009 | 3     | 5:00  | Las Vegas, Nevada           |                                                                    |
| Vitória | 32–13  | Tyler Combs            | Nocaute Técnico (socos)              | Xtreme Fighting Organization 32    | 10/09/2009 | 2     | 3:48  | New Munster, Wisconsin      |                                                                    |
| Derrota | 31–13  | Anthony Njokuani       | Nocaute Técnico (socos)              | WEC 40: Torres vs. Mizugaki        | 05/04/2009 | 2     | 0:27  | Chicago, Illinois           |                                                                    |
| Derrota | 31–12  | Ricardo Lamas          | Decisão (unanimous)                  | WEC 39: Brown vs. Garcia           | 01/03/2009 | 3     | 5:00  | Corpus Christi, Texas       |                                                                    |
| Vitória | 31–11  | Alex Karalexis         | Nocaute Técnico (socos)              | WEC 37: Torres vs. Tapia           | 03/12/2008 | 2     | 1:11  | Las Vegas, Nevada           | Nocaute da Noite.                                                  |
| Vitória | 30–11  | Jeff Cox               | Nocaute Técnico (socos)              | Adrenaline MMA: Guida vs. Russow   | 14/06/2008 | 2     | 3:07  | Chicago, Illinois           |                                                                    |
| Derrota | 29–11  | Jim Miller             | Decisão (unânime)                    | IFL: New Jersey                    | 04/04/2008 | 3     | 4:00  | East Rutherford, New Jersey |                                                                    |
| Derrota | 29–10  | Chris Horodecki        | Decisão (dividida)                   | IFL: World Grand Prix Semifinals   | 03/11/2007 | 3     | 4:00  | Chicago, Illinois           |                                                                    |
| Derrota | 29–9   | Deividas Taurosevičius | Finalização Técnica (chave de braço) | IFL: 2007 Team Championship Final  | 20/09/2007 | 2     | 1:30  | Hollywood, Florida          |                                                                    |
| Vitória | 29–8   | Harris Sarmiento       | Finalização (guilhotina)             | IFL: 2007 Semifinals               | 02/08/2007 | 3     | 1:06  | East Rutherford, New Jersey |                                                                    |
| Vitória | 28–8   | John Strawn            | Nocaute (soco)                       | IFL: Chicago                       | 19/05/2007 | 1     | 0:48  | Chicago, Illinois           |                                                                    |
| Vitória | 27–8   | John Gunderson         | Decisão (dividida)                   | IFL: Moline                        | 07/04/2007 | 3     | 4:00  | Moline, Illinois            |                                                                    |
| Derrota | 26–8   | Chris Horodecki        | Decisão (dividida)                   | IFL: Houston                       | 02/02/2007 | 3     | 4:00  | Houston, Texas              |                                                                    |
| Vitória | 26–7   | Ryan Schultz           | Nocaute (soco)                       | IFL: Championship Final            | 29/12/2006 | 3     | 2:16  | Uncasville, Connecticut     |                                                                    |
| Vitória | 25–7   | Ivan Menjivar          | Decisão (dividida)                   | IFL: World Championship Semifinals | 02/11/2006 | 3     | 4:00  | Portland, Oregon            |                                                                    |
| Vitória | 24–7   | Marcio Feitosa         | Decisão (dividida)                   | IFL: Gracie vs. Miletich           | 23/09/2006 | 3     | 4:00  | Moline, Illinois            |                                                                    |
| Vitória | 23–7   | Steve Bruno            | Nocaute (soco)                       | IFL: Championship 2006             | 03/06/2006 | 1     | 1:48  | Atlantic City, New Jersey   |                                                                    |
| Vitória | 22–7   | John Shackelford       | Nocaute Técnico (socos)              | IFL: Legends Championship 2006     | 29/04/2006 | 2     | 1:31  | Atlantic City, New Jersey   |                                                                    |
| Vitória | 21–7   | Jay Ellis              | Finalização (triângulo)              | XFO 10: Explosion                  | 18/03/2006 | 1     | 1:43  | Lakemoor, Illinois          |                                                                    |
| Vitória | 20–7   | Wayne Weems            | Nocaute Técnico (socos)              | KOTC: Redemption on the River      | 17/02/2006 | 1     | 1:11  | Moline, Illinois            |                                                                    |
| Vitória | 19–7   | Kyle Brees             | Finalização (chave de braço)         | Xtreme Fighting Organization 8     | 10/12/2005 | 2     | 2:41  | Lakemoor, Illinois          |                                                                    |
| Vitória | 18–7   | Luke Spencer           | Finalização (guilhotina)             | Gracie Fighting Challenge          | 14/10/2005 | 1     | N/A   | Columbus, Ohio              |                                                                    |
| Vitória | 17–7   | Kyle Watson            | Nocaute (socos)                      | Total Fight Challenge 4            | 17/09/2005 | 1     | 0:25  | Hammond, Indiana            |                                                                    |
| Vitória | 16–7   | Josh Koon              | Nocaute (socos)                      | XFO 7: Outdoor War                 | 27/08/2005 | 1     | 0:48  | Island Lake, Illinois       |                                                                    |
| Derrota | 15–7   | Clay Guida             | Decisão (unânime)                    | XFO 6: Judgement Day               | 25/05/2005 | 3     | 5:00  | Lakemoor, Illinois          |                                                                    |
| Vitória | 15–6   | Andrew Chappelle       | Decisão (unânime)                    | SuperBrawl 40                      | 30/04/2005 | 3     | 5:00  | Hammond, Indiana            |                                                                    |
| Vitória | 14–6   | Joe Jordan             | Decisão (unânime)                    | Xtreme Fighting Organization 5     | 19/03/2005 | 3     | 5:00  | Lakemoor, Illinois          |                                                                    |
| Vitória | 13–6   | Ryan Ackerman          | Nocaute (socos)                      | Madtown Throwdown 2                | 19/02/2005 | N/A   | N/A   | Madison, Wisconsin          |                                                                    |
| Vitória | 12–6   | Luke Caudillo          | Finalização (guilhotina)             | Combat: Do Fighting Challenge 2    | 05/02/2005 | N/A   | N/A   | Illinois                    |                                                                    |
| Vitória | 11–6   | Virgil Strzelecki      | Nocaute (soco)                       | XFO 4: International               | 03/12/2004 | 1     | 0:51  | McHenry, Illinois           |                                                                    |
| Derrota | 10–6   | Gesias Cavalcante      | Finalização (guilhotina)             | IHC 8: Ethereal                    | 20/11/2004 | 1     | 1:03  | Hammond, Indiana            |                                                                    |
| Vitória | 10–5   | Jay Estrada            | Finalização (triângulo)              | Xtreme Fighting Organization 3     | 02/10/2004 | 1     | 4:31  | McHenry, Illinois           |                                                                    |
| Vitória | 9–5    | Masayuki Okude         | Nocaute (soco)                       | Zst 6                              | 12/09/2004 | 1     | 2:27  | Tóquio                      |                                                                    |
| Derrota | 8–5    | Kolo Koka              | Decisão (unânime)                    | SuperBrawl 36                      | 18/05/2004 | 3     | 3:00  | Honolulu, Hawaii            |                                                                    |
| Vitória | 8–4    | Komei Okada            | Nocaute Técnico (socos)              | SuperBrawl 35                      | 16/04/2004 | 3     | 3:02  | Honolulu, Hawaii            |                                                                    |
| Vitória | 7–4    | Tim Newland            | Finalização (chave de braço)         | XFO 1: The Kickoff                 | 14/03/2004 | 1     | 4:47  | Fontana, Wisconsin          |                                                                    |
| Vitória | 6–4    | Mark Long              | Finalização (chave de braço)         | Extreme Challenge 55               | 05/12/2003 | 1     | 1:39  | Lakemoor, Illinois          |                                                                    |
| Vitória | 5–4    | Jason Bender           | Decisão (unânime)                    | IHC 6: Inferno                     | 22/11/2003 | 2     | 5:00  | Lakemoor, Illinois          |                                                                    |
| Vitória | 4–4    | Jay Estrada            | Nocaute Técnico                      | Extreme Challenge 54               | 12/05/2003 | 3     | 3:23  | Lakemoor, Illinois          |                                                                    |
| Vitória | 3–4    | Tom Kirk               | Decisão (unânime)                    | Extreme Challenge 51               | 02/08/2003 | 3     | 5:00  | St. Charles, Illinois       |                                                                    |
| Vitória | 2–4    | Kendrick Johnson       | Finalização (socos)                  | Shooto: Midwest Fighting           | 21/05/2003 | 1     | 2:10  | Hammond, Indiana            |                                                                    |
| Vitória | 1–4    | Carlos Armanqui Concha | Finalização (chave de braço)         | ICC 2: Rebellion                   | 18/04/2003 | 2     | 3:40  | Minneapolis, Minnesota      |                                                                    |
| Derrota | 0–4    | Darrell Smith          | Decisão                              | Freestyle Combat Challenge 9       | 11/01/2003 | 3     | 5:00  | Racine, Wisconsin           |                                                                    |
| Derrota | 0–3    | Brian Szohr            | Decisão                              | TCC: Battle of the Badges          | 13/04/2002 | 1     | 15:00 | Hammond, Indiana            |                                                                    |
| Derrota | 0–2    | Jim Bruketta           | Decisão                              | River Plex Rumble                  | 09/03/2002 | 3     | 5:00  | Peoria, Illinois            |                                                                    |
| Derrota | 0–1    | Cole Escovedo          | Finalização (socos)                  | UA 1: The Genesis                  | 27/01/2002 | 1     | 2:10  | Hammond, Indiana            |                                                                    |